# Atropha babaulti
Atropha babaulti är en stekelart som beskrevs av André Seyrig 1935. Atropha babaulti ingår i släktet Atropha och familjen brokparasitsteklar. Inga underarter finns listade.